# Ласклавери
Ласклавери́ (фр. Lasclaveries) — коммуна во Франции, находится в регионе Аквитания. Департамент — Атлантические Пиренеи. Входит в состав кантона Тер-де-Люи и Кото-дю-Вик-Бий. Округ коммуны — По.
Код INSEE коммуны — 64321.

## География

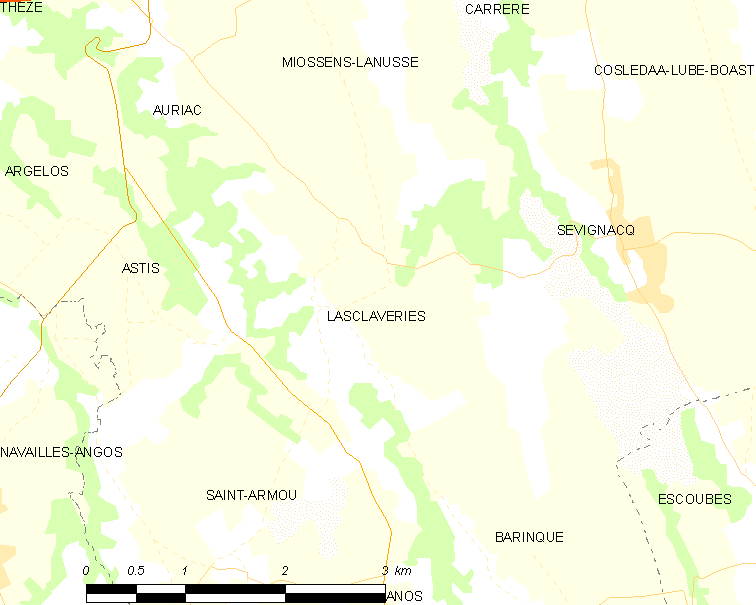
Карта коммуны

Коммуна расположена приблизительно в 640 км к югу от Парижа, в 160 км южнее Бордо, в 17 км к северу от По.
На западе коммуны протекает река Люи-де-Франс.

### Климат
Климат тёплый океанический. Зима мягкая, средняя температура января — от +5°С до +13°С, температуры ниже −10 °C бывают редко. Снег выпадает около 15 дней в году с ноября по апрель. Максимальная температура летом порядка 20-30 °C, выше 35 °C бывает очень редко. Количество осадков высокое, порядка 1100 мм в год. Характерна безветренная погода, сильные ветры очень редки.

## Население
Население коммуны на 2010 год составляло 262 человека.
| 1962 | 1968 | 1975 | 1982 | 1990 | 1999 | 2010 |
| ---- | ---- | ---- | ---- | ---- | ---- | ---- |
| 197  | 182  | 164  | 169  | 186  | 201  | 262  |

## Администрация
| Период | Период | Фамилия          | Партия | Примечания |
| ------ | ------ | ---------------- | ------ | ---------- |
| 1995   | 2014   | Андре Гриль      |        |            |
| 2014   | н. в.  | Фредерик Ларреше |        |            |

## Экономика
В 2010 году среди 158 человек трудоспособного возраста (15-64 лет) 120 были экономически активными, 38 — неактивными (показатель активности — 75,9 %, в 1999 году было 72,3 %). Из 120 активных жителей работали 115 человек (60 мужчин и 55 женщин), безработных было 5 (3 мужчин и 2 женщины). Среди 38 неактивных 9 человек были учениками или студентами, 16 — пенсионерами, 13 были неактивными по другим причинам.

## Достопримечательности
- Церковь Успения Пресвятой Богородицы (1879 год)[4]

## Фотогалерея

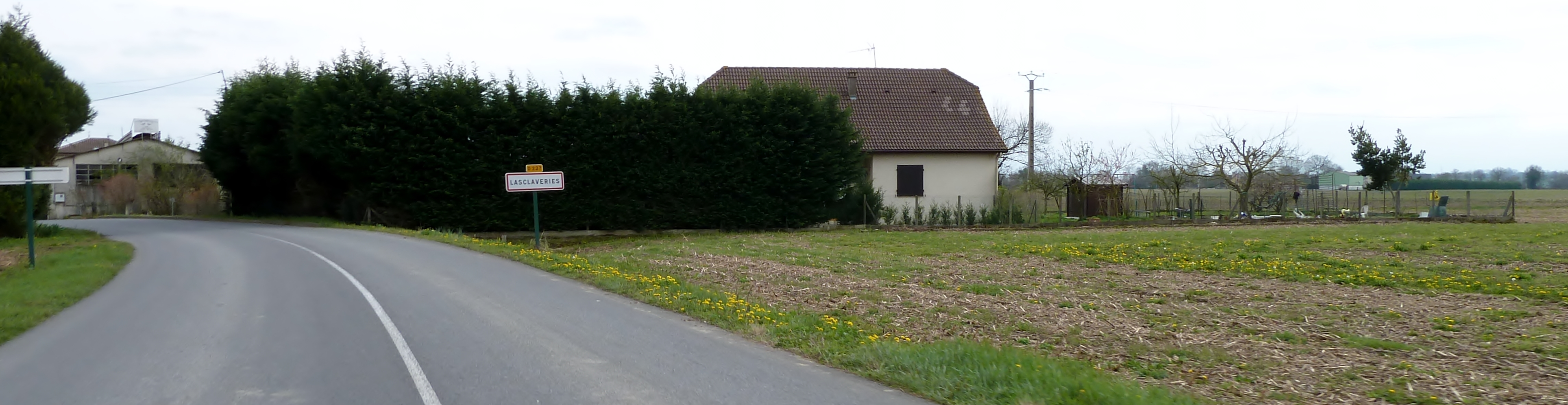
Въезд в Ласклавери
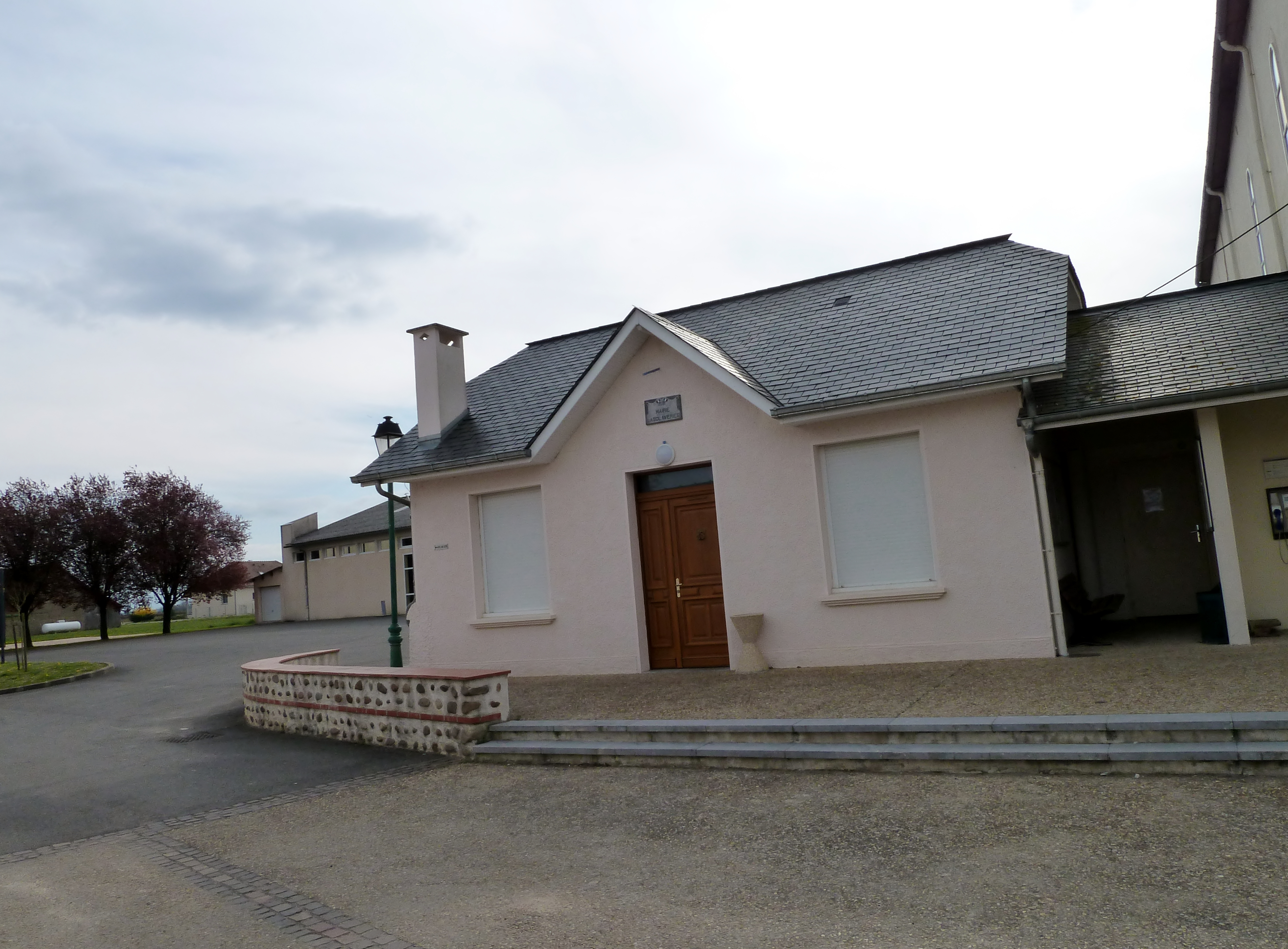
Мэрия
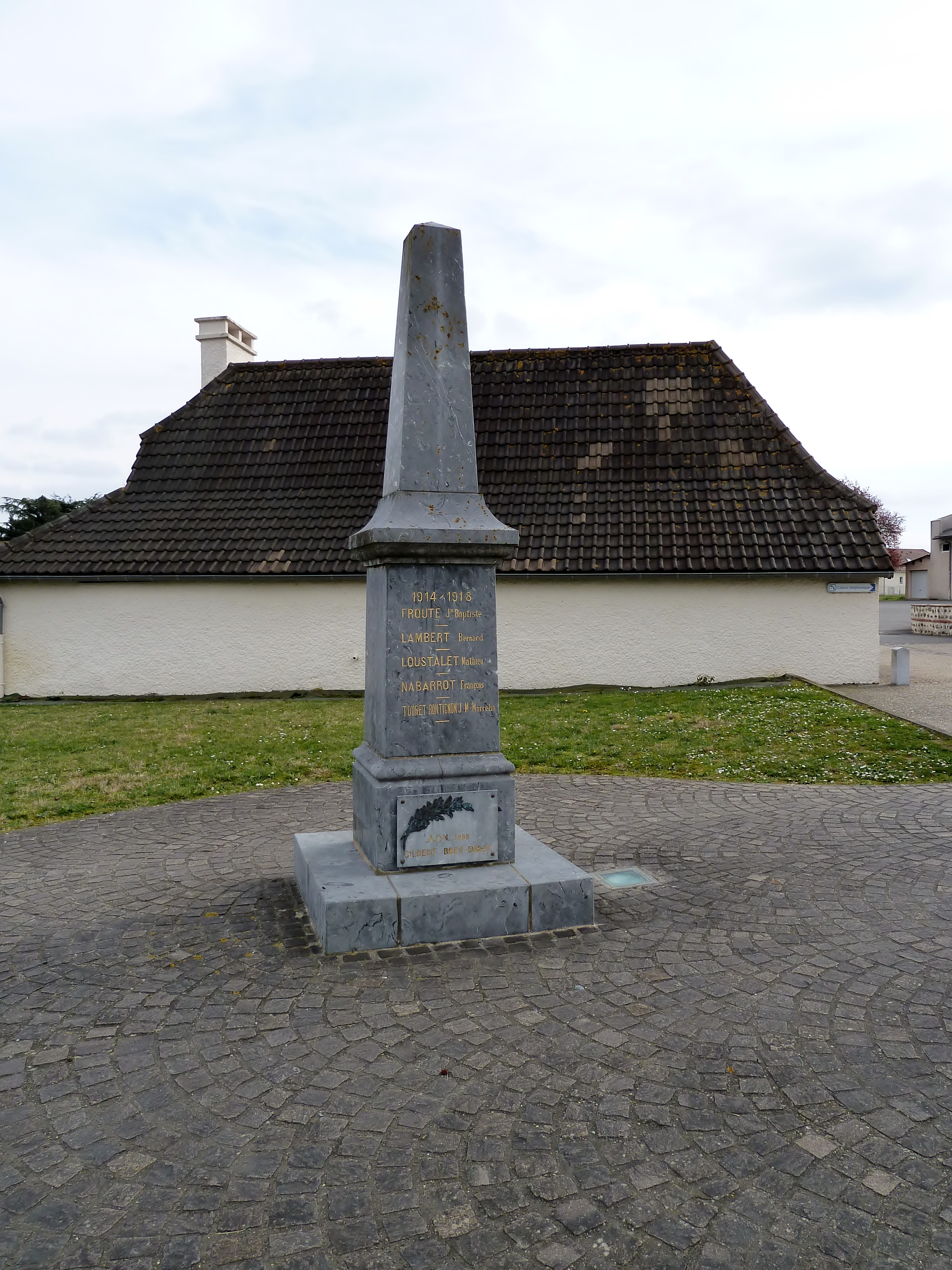
Военный мемориал
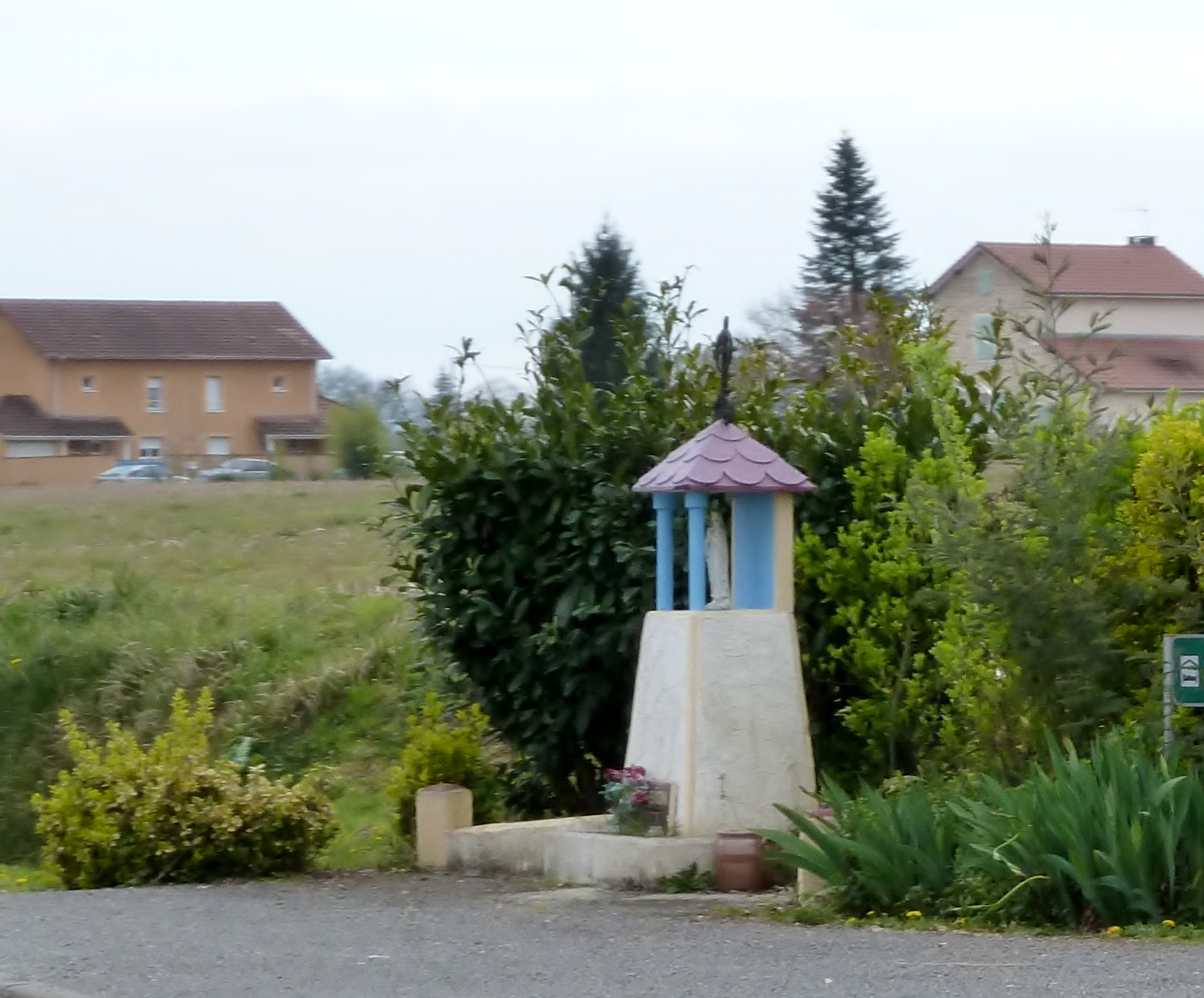
Религиозный памятник
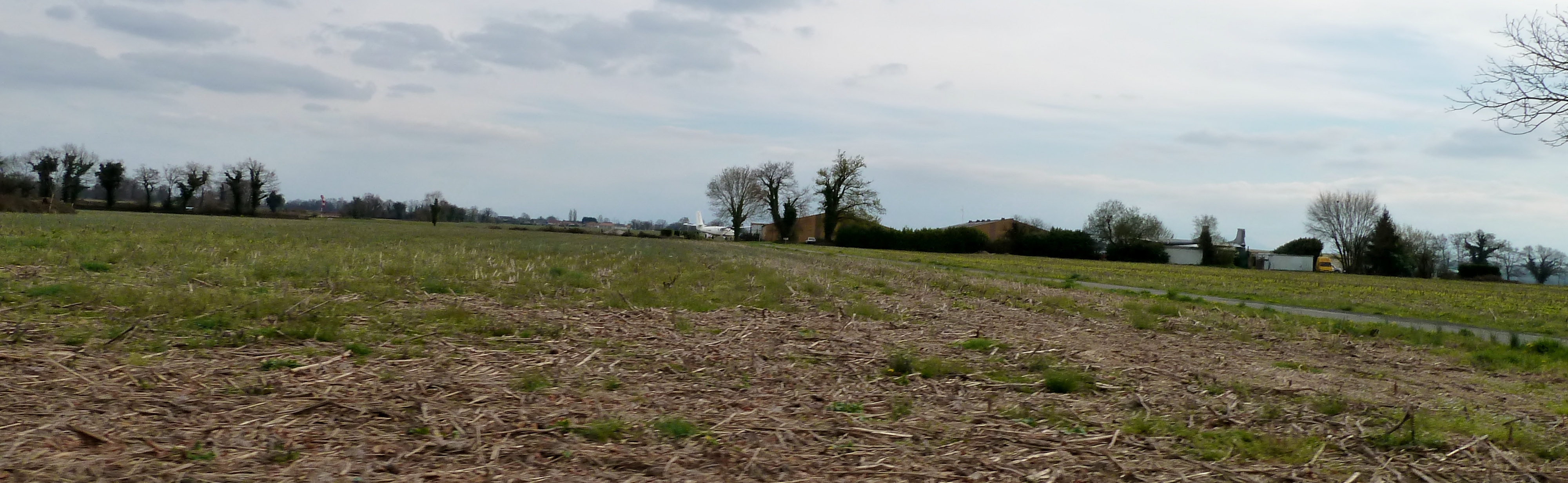
Аэродром